# کافر (فیلم ۲۰۱۰)
کافر (به انگلیسی: The Infidel) یک فیلم کمدی محصول سال ۲۰۱۰ در بریتانیا است. در این فیلم امید جلیلی، کمدین بریتانیایی ایرانی‌تبار نقش اصلی را ایفا می‌کند.

## موضوع فیلم
درباره یک مرد مسلمان بریتانیایی و به شدت مذهبی است که به طور اتفاقی می‌فهمد پدرش یک یهودی بوده‌است. وقتی می‌فهمد که در یک خانواده یهودی به دنیا آمده و سپس به فرزندخواندگی خانواده‌ای مسلمان درآمده، درگیر بحران هویت می‌شود.<

## دریافت انتقادی
۶۳٪ از منتقدان راتن تومیتوز به فیلم رای مثبت داده‌اند.